# Eurhadina gedensis
Eurhadina gedensis är en insektsart som beskrevs av Irena Dworakowska 2002. Eurhadina gedensis ingår i släktet Eurhadina och familjen dvärgstritar. Inga underarter finns listade i Catalogue of Life.